# Willisau
Willisau és un municipi del cantó de Lucerna (Suïssa), cap del districte de Willisau.